# أوسكار هوفمان (كاتب)
أوسكار هوفمان (بالألمانية: Oskar Hoffmann)‏ هو كاتب خيال علمي وكاتب ألماني، ولد في 29 أكتوبر 1866 في غوتا في ألمانيا، وتوفي في 1928 في فيسبادن في ألمانيا.